# Gabriel Alomar

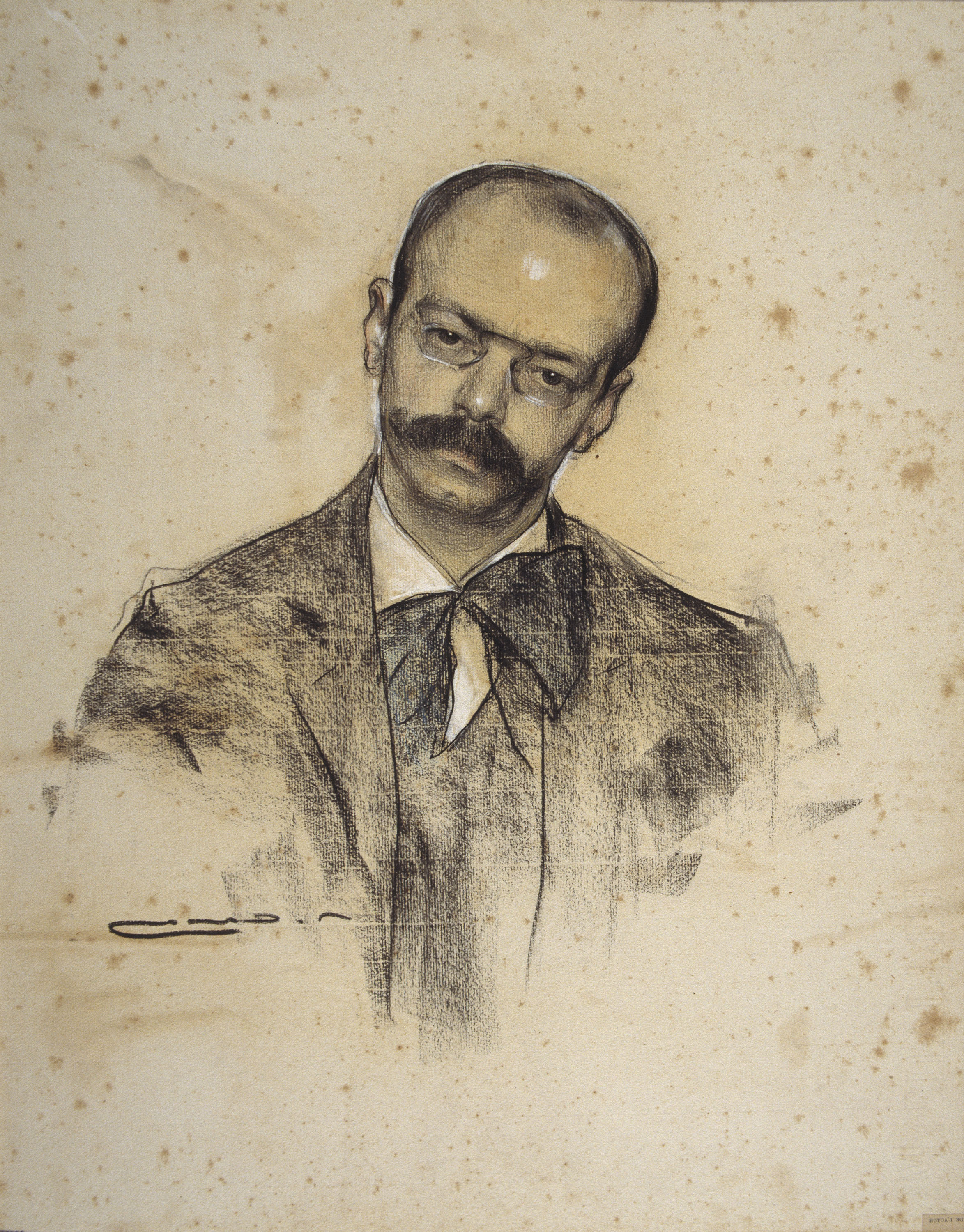
Gabriel Alomar, Ramon Casas (MNAC).

Gabriel Alomar i Villalonga (n. 1873, Palma de Mallorca - d. 1941, Cairo) a fost poet, jurnalist și eseist catalan, promotor al futurismului și al politicii de stânga la începutul secolului al XX-lea în Barcelona și în alte zone preponderent catalane.

## Opera
- 1903: Futurismul ("El futurisme");
- 1904: Un oraș care a murit ("Una vila que's mor");
- 1904: Columna de foc ("La columna de foc");
- 1904 - 1905: Estetica arbitrară ("L'estètica arbitrària");
- 1906: "De poetització";
- 1911: Însemnări pe marginea lui "Don Quijote" ("Notes marginals al Quijote");
- 1917: "La guerra a través de un alma";
- 1918: Verba ("Verba");
- 1920: "La formación de sí mismo".